# Arctia reducta
Arctia reducta là một loài bướm đêm thuộc phân họ Arctiinae, họ Erebidae.